# Rezerwat przyrody Kępa Redłowska
Rezerwat przyrody Kępa Redłowska je přírodní rezervace u pobřeží Gdaňského zálivu Baltského moře ve čtvrti Redłowo města Gdyně v Pomořském vojvodství v Polsku.

## Další informace
Rezervace o plošné rozloze 121,91 ha vznikla v roce 1938 na části pobřežní útesové morény Kępa Redłowska. Patří mezi nejstarší přírodní rezervace v Polsku. Cílem ochrany je zachování původního rostlinného společenstva bukových lesů s jeřábem prostředním (Sorbus intermedia) a specifických geologických procesů vysokých hlinitopísčitých pobřežních útesů. Zajímavé jsou také lokální hnědouhelné výchozy slojí, nálezy fosilizovaných kmenů stromů a doklady činnosti ledovců v době ledové. V rezervaci je síť turistických stezek a cyklostezek a jedním z hlavních cílů návštěvníků je útes Klif Orłowski a Cypel Redłowski (Redłowský mys).

## Galerie

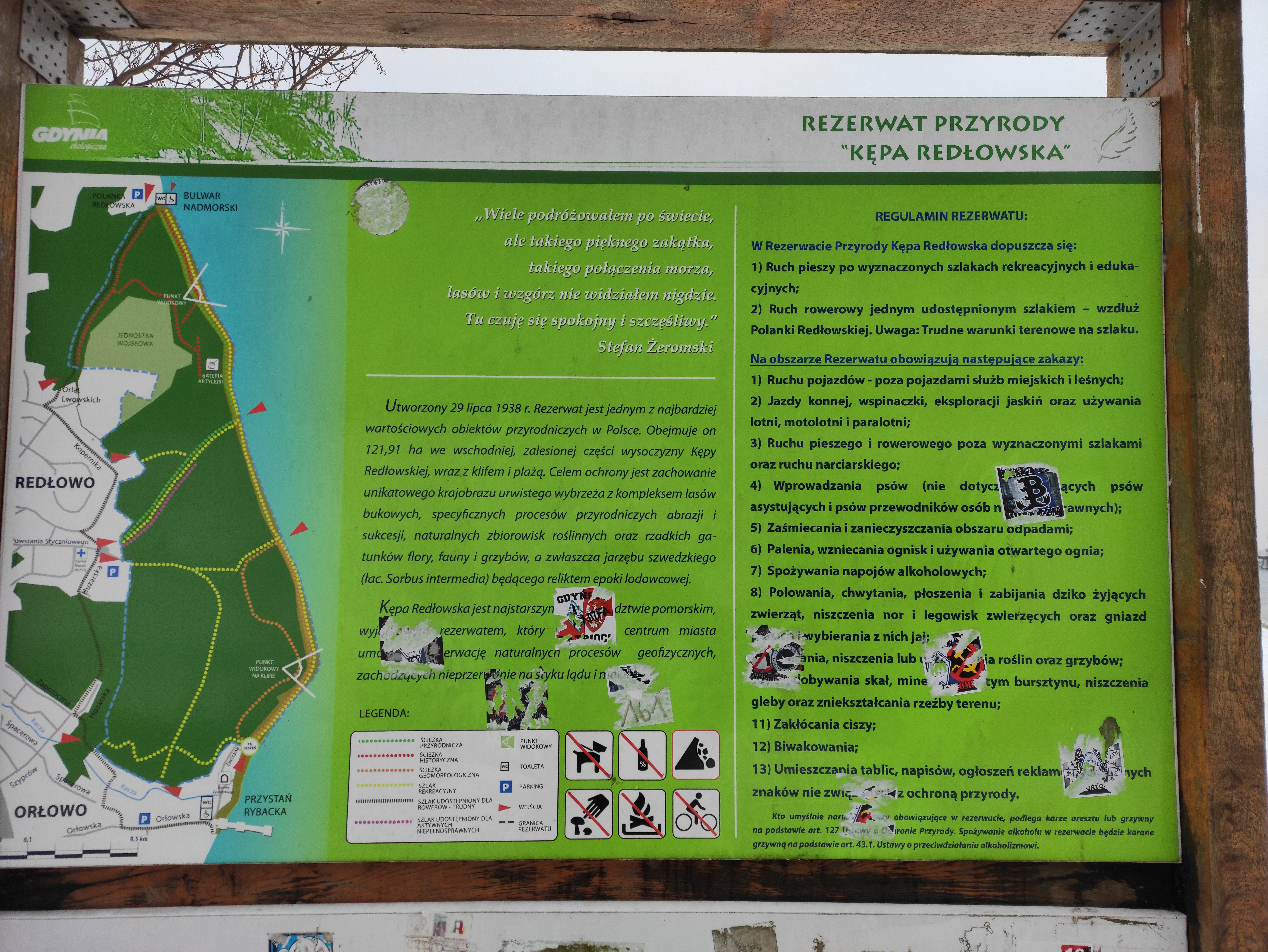
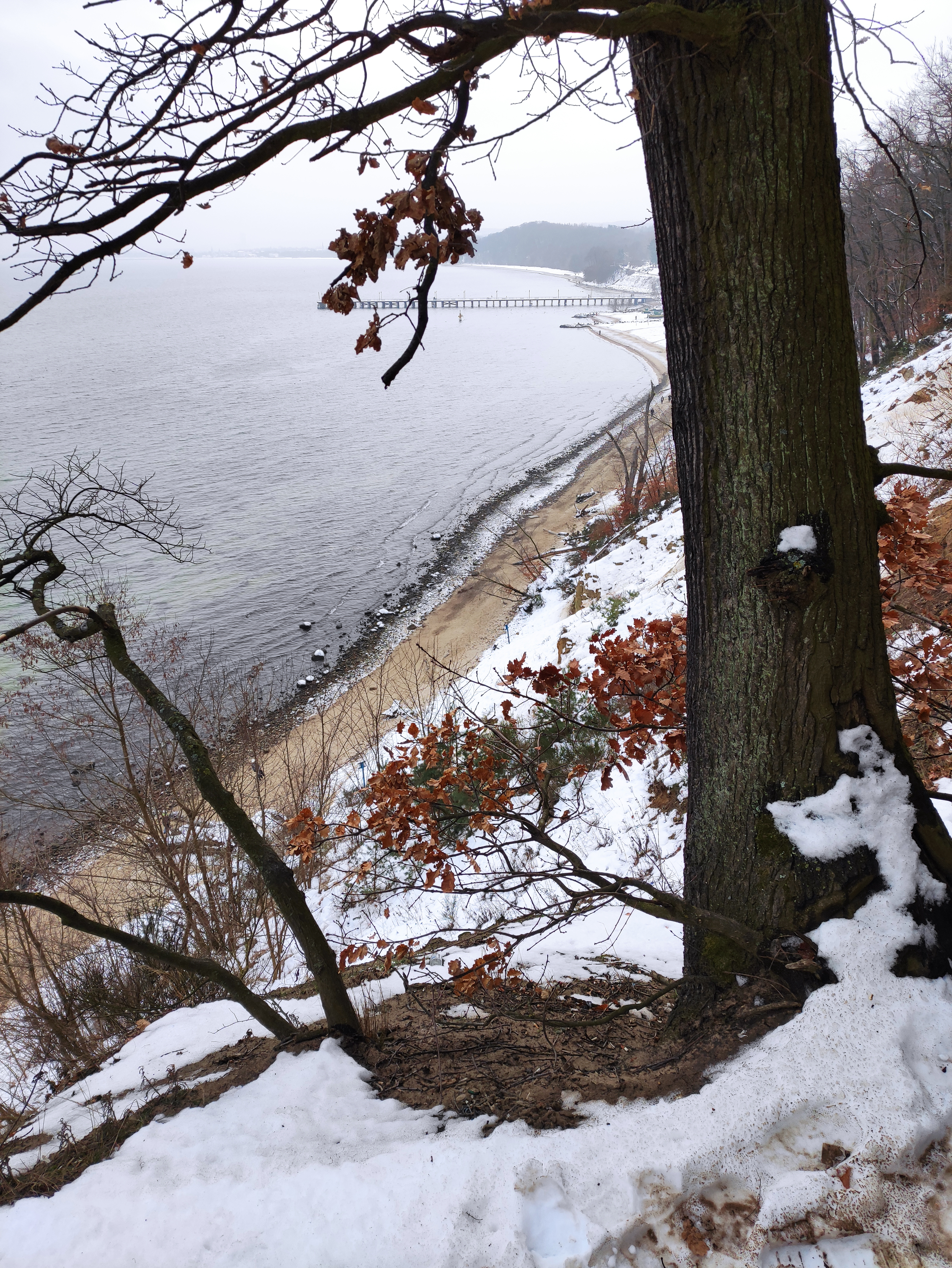
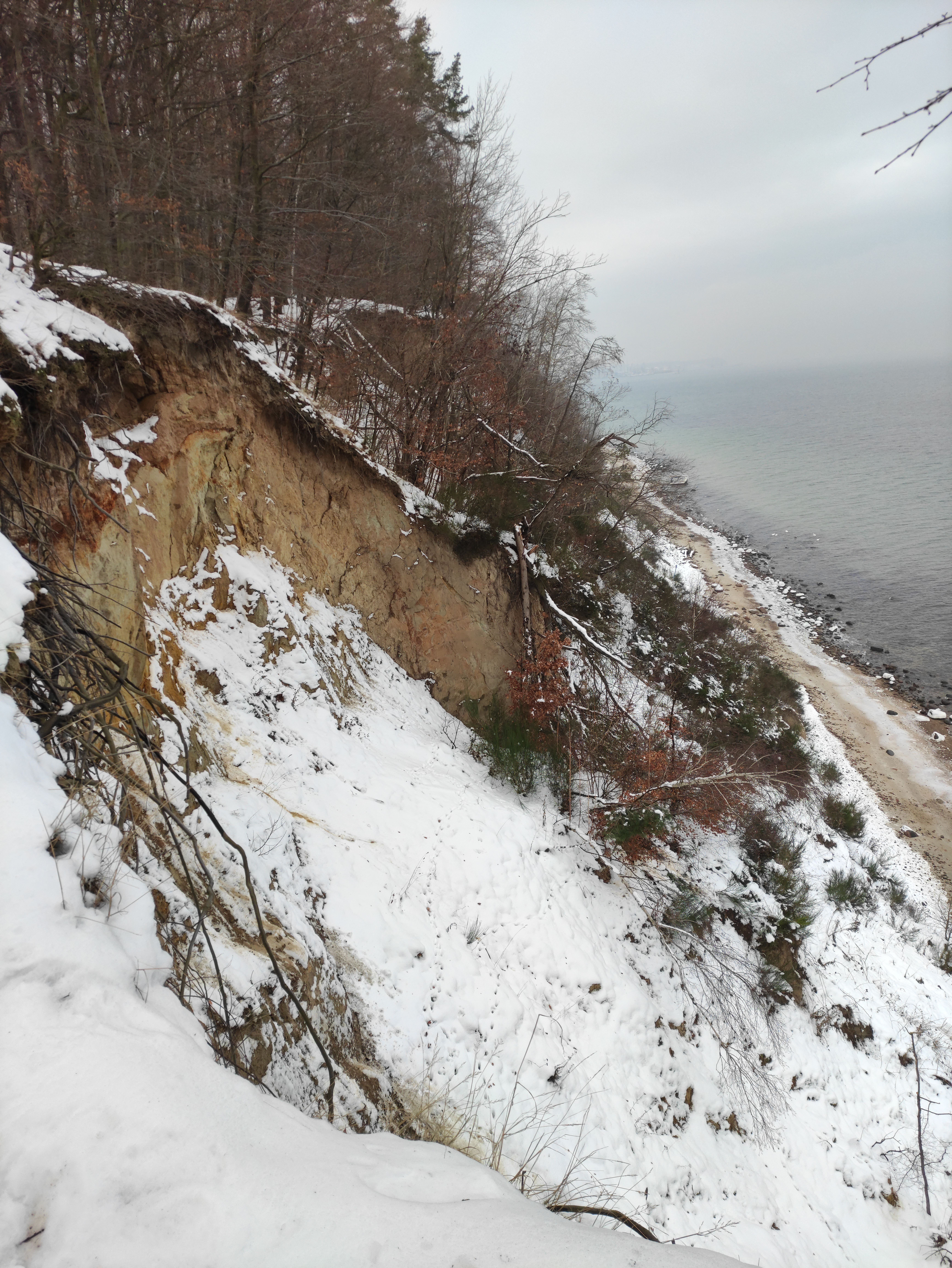